# Bartolomeo I della Scala
Bartolomeo I della Scala (né en 1277 et décédé le 7 mars 1304 à Vérone) est un condottiere et un homme politique italien du début du XIVe siècle, membre de la dynastie scaligère.

## Biographie

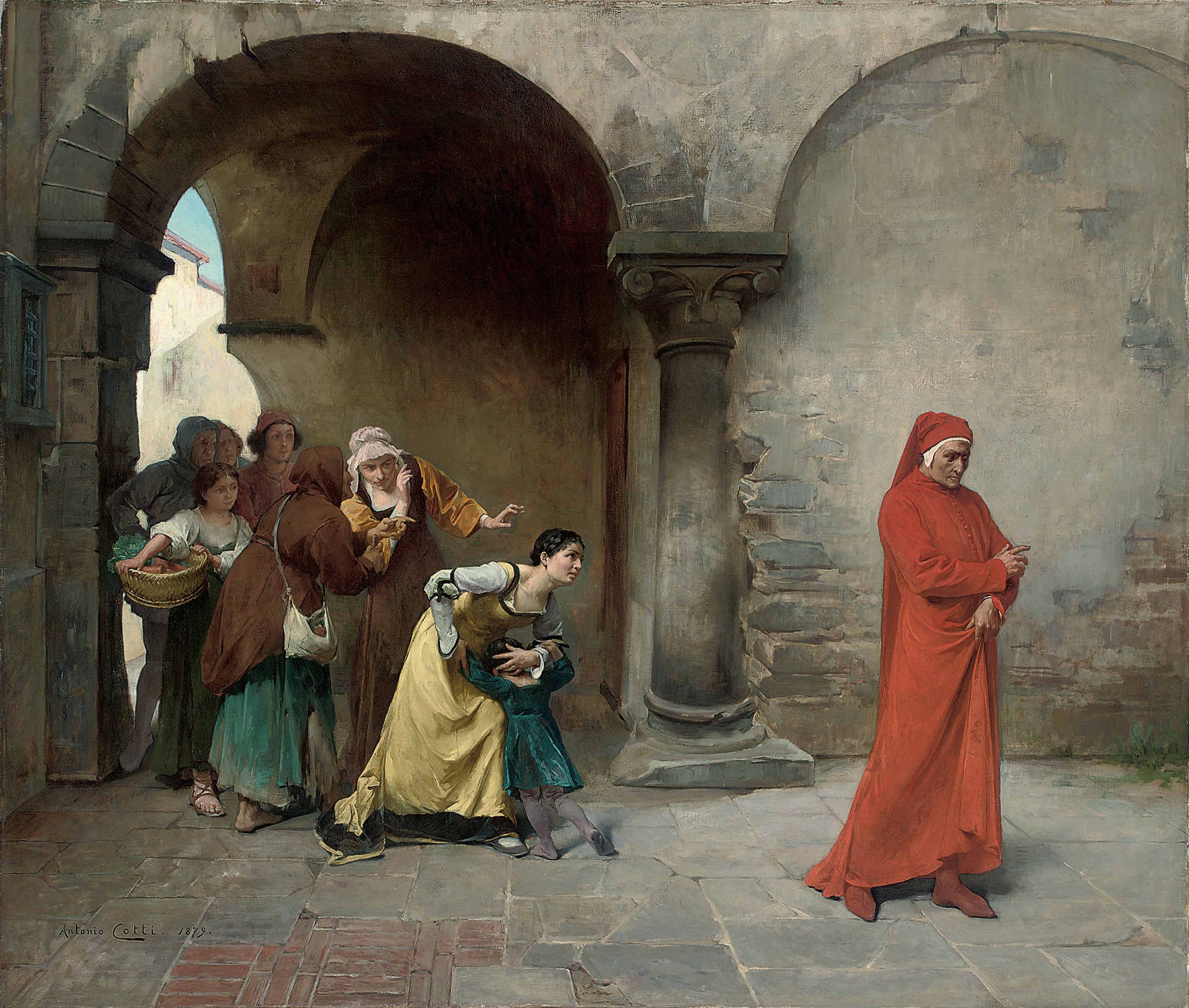
Dante à Vérone, tableau d'Antonio Maria Cotti (1840 – 1929).

Fils d'Alberto I della Scala et neveu de Mastino della Scala, Bartolomeo I della Scala assume le gouvernement de Vérone à la mort de son père en 1301, entérinant ainsi l'emprise héréditaire de la famille sur la cité et ses possessions.

### Prise du pouvoir à Vérone
Le 3 septembre 1301, Alberto della Scala meurt, laissant derrière lui son épouse, Verde di Salizzole († 1306), une fille et les trois fils qui vont lui succéder, selon le testament qu'il a fait rédiger, en présence de témoins, le 6 janvier 1301 : Bartolomeo, Alboino et Cangrande, son préféré, qui portera la dynastie à son apogée jusqu'à sa mort en 1329.
Dans le testament d'Alberto, Bartolomeo se voit confier la tutelle de ses cadets, mais la situation politique n'est pas encore suffisamment consolidée pour que les della Scala puissent se transmettre ouvertement le pouvoir. Alboino manque d'ambition, Cangrande n'est encore qu'un enfant, la purge réalisée après le soulèvement de 1299 a débarrassé les della Scala de l'opposition ; au lendemain du décès de son père, Bartolomeo, qui est déjà capitaine général depuis une dizaine d'années, est élu sans coup férir podestat des Marchands. La conjonction des deux fonctions le met en situation d'exercer, comme son père, le pouvoir absolu dans la cité.
| • L'échelle porte4 ou 5 barreaux.  |  | Blasons• Variante avec chiens affrontés.  |  | • Variante avec aigle impériale. |
| • L'échelle porte 4 ou 5 barreaux. |  | Blasons • Variante avec chiens affrontés. |  | • Variante avec aigle impériale. |

### Accomplissements
Ni guerrier, ni réformateur, ni bâtisseur, Bartolomeo reste dans la mémoire des Véronais comme un seigneur bienveillant et soucieux du bien-être de la population. Il semble que ce soit lui qui ait, le premier, accueilli le poète Dante, banni de la ville de Florence en 1302.

### Décès et succession
Bartolomeo ne va régner que deux ans et demi. Il meurt le 7 mars 1304 à l'âge de 27 ans. Il a été marié à deux reprises, une première fois à Constance d'Antioche († 1302), dont il a un fils, Francesco, puis à Agnès qui ne lui a pas donné d'enfant.
Au moment de son décès, Francesco n'est qu'un enfant et c'est son frère Alboino qui, le 8 mars 1304, est élu capitaine général. Trois jours plus tard, il est nommé podestat des Marchands à vie, entérinant l'emprise héréditaire de la famille della Scala sur Vérone et ses possessions.